# The Prospects of Industrial Civilization
The Prospects of Industrial Civilization is een publicatie uit 1923, geschreven door de Britse filosoof Bertrand Russell in samenwerking met Dora Black, die later zijn tweede vrouw werd. Het boek kwam tot stand tijdens hun reis naar China in 1920. In deze publicatie werpt Russell een kritische blik op zijn tijdperk, waarbij hij de centrale krachten van industrialisatie en nationalisme belicht.
Russell analyseert industrialisatie als een potentiële bedreiging voor menselijke vrijheid, waarbij hij de opkomst van grote bevolkingsgroepen koppelt aan de noodzaak van strikte controlemechanismen. Hij vergelijkt in het werk Bolsjewistisch Rusland met het Engeland onder Oliver Cromwell, waarbij hij betoogt dat beide dictatoriale regimes waren ontworpen om een fundamenteel feodale samenleving te dwingen industrialisatie te omarmen.